# Эвкоммия
Эвко́ммия (лат. Eucómmia) — единственный род растений монотипного семейства Эвко́ммиевые (лат. Eucommiaceae), входящего в порядок Гарриецветные (Garryales).
Единственный современный представитель — вид Эвкоммия вязоли́стная, или Эвкоммия ильмови́дная, или Кита́йское гуттапе́рчевое де́рево (лат. Eucommia ulmoides)

## Распространение и экология
Ареал эвкоммии вязолистной целиком расположен в Китае, большей частью вдоль реки Янцзы, в её среднем течении. Он выглядит на карте как расширяющаяся к северо-западу, а затем к югу полоса, которая проходит от Чжэцзяна через Аньхой, Хубэй и Хунань, охватывая самый юг Шаньси и Шэньси, а затем через центр и восток Сычуаня, Гуйчжоу, запад Гуанси и восток Юньнани, почти достигая здесь границы с Вьетнамом.
Эвкоммия произрастает на высотах от 300 до 2500 м над уровнем моря, преимущественно в подлеске горных субтропических лесов. Одиночные деревья встречаются и гораздо ниже. Считается, что в диком состоянии Эвкоммия сохранилась в лесах Шэньси, Ганьсу, Аньхоя и Чжэцзяна.
Образует поросль и дает корневые отпрыски. Теплолюбива (переносит морозы не ниже —20°). Культивируется на сырых и влажных почвах. Размножается преимущественно черенкованием, успешно размножается также горизонтальными отводками.

## Ботаническое описание
Листопадные деревья высотой до 20 м с яйцевидной кроной. Побеги с редким опушением, золотисто-коричневые, покрытые восковым налётом. Кора коричневато-серая с удлинёнными чечевичками, на старых стволах продольно-трещиноватая. Корневая система поверхностная, главная масса корневых мочек располагается на глубине около 30 см.
Почки яйцевидные, заострённые, с шестью — десятью наружными коротко-опушёнными или слегка реснитчатыми чешуями. Листорасположение
очерёдное. Листья без прилистников, от удлинённо-яйцевидных до эллиптических, длиной 7—16 (до 24) см, шириной 2,5—6 (до 13) см, заострённые, с закруглённым или ширококлиновидным основанием, пильчатые; зубцы верхней половины пластинки мельче и расположены чаще, чем на нижней половине; во взрослом состоянии листья сверху голые, слегка морщинистые, тёмно-зелёные. Жилкование перистое, боковые жилки в числе пяти — шести пар, изогнутые и сильно разветвлённые. Черешки длиной 1,5—2,5 см, разбросанно-опушённые. На изломе листьев видны многочисленные белые гуттаперчевые нити.
Растения обычно двудомные, но при некоторых условиях на растениях, несущих тычиночные цветки, могут возникать и немногочисленные пестичные. Цветки одиночные, собранные по 5—11 штук у основания однолетних побегов в пазухах прицветников, без околоцветников; тычиночные — с восемью (четырьмя — десятью) линейными, красно-коричневыми пыльниками на коротких нитях; пестичные — на короткой ножке с одним пестиком с сидячим раздвоенным рыльцем; завязь одногнёздная с одной семяпочкой.
Плод — продолговатый, сжатый с боков, крылатый орешек длиной 3—4 см и шириной 0,6—1,5 см, на короткой ножке. Семена с большим эндоспермом, прямым зародышем, равным по длине эндосперму, и узкими семядолями. Вес тысячи семян (плодов) 60—120 г.
Цветение в апреле, цветёт одновременно с распусканием листьев или до распускания. Плодоношение в сентябре — октябре.

## Хозяйственное значение и применение
Растение культивируется ради получения гуттаперчи. Гуттаперча содержится во всех органах растения (листья, стебель, корень, околоплодник), в специальных гуттовместилищах (неветвящихся клетках с булавовидными концами), которые располагаются вдоль проводящих пучков, то есть приурочены к жилкам. Система гуттовместилищ листа представляет собой сеть, «дублирующую» жилкование.
Кора побегов ветвей и стволов эвкоммии (лат. Cortex Eucommiae), собранная в период сокодвижения и высушенная, является лекарственным сырьём для получения настойки, обладающей гипотензивным действием и применяемой для лечения ранней стадии гипертонии. Её действие обусловлено, скорее всего, хлорогеновой и кофейной кислотами, а также гликозидом аукубином.
|                      |  |  |  |
| Эвкоммия вязолистная |  |  |  |

## Классификация

### Таксономия
Род Эвкоммия входит в монотипное семейство Эвкоммиевые (Eucommiaceae) порядка Гарриецветные (Garryales).

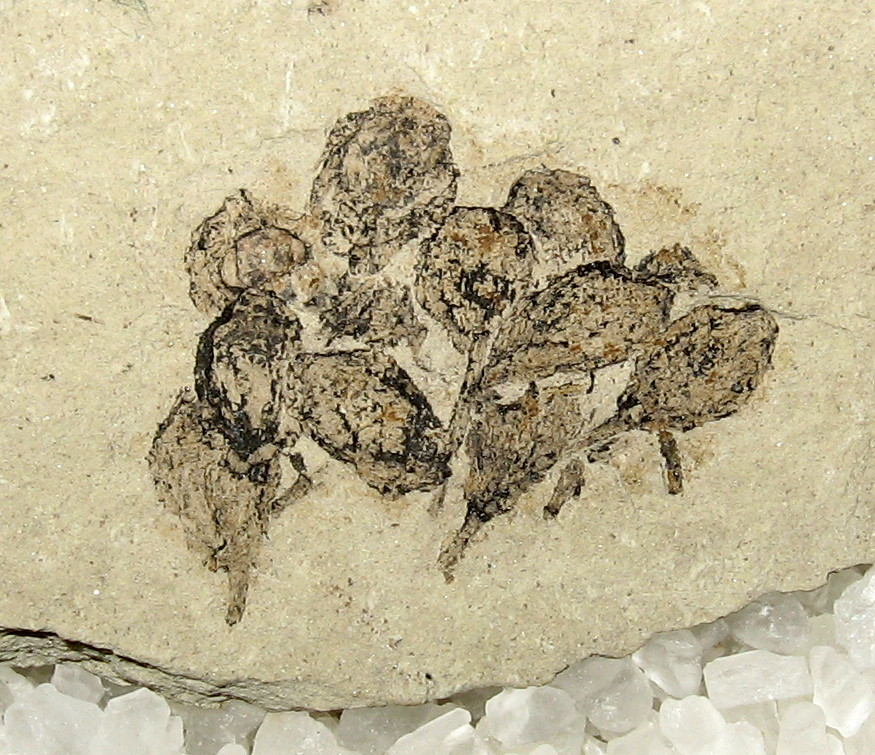
Семена Eucommia montana, росшей в палеогене. Возраст отложений — 48,5 миллионов лет.

|  |                                      |  |                                                              |                       |                                  |  | семейство Гарриевые (согласно Системе APG III) |              |  |                                                   |
|  |                                      |  |                                                              |                       |                                  |  |                                                |              |  |                                                   |
|  |                                      |  |                                                              | порядок Гарриецветные |                                  |  |                                                |              |  |                                                   |
|  |                                      |  |                                                              |                       |                                  |  |                                                |              |  | единственный современный вид Эвкоммия вязолистная |
|  | отдел Цветковые, или Покрытосеменные |  |                                                              |                       | монотипное семейство Эвкоммиевые |  |                                                | род Эвкоммия |  |                                                   |
|  | отдел Цветковые, или Покрытосеменные |  |                                                              |                       |                                  |  |                                                | род Эвкоммия |  |                                                   |
|  |                                      |  | ещё 44 порядка цветковых растений (согласно Системе APG III) |                       |                                  |  |                                                |              |  |                                                   |
|  |                                      |  |                                                              |                       |                                  |  |                                                |              |  |                                                   |

### Современные и вымершие виды
В современную эпоху этот род является монотипным, его единственный сохранившийся представитель — Эвкоммия вязоли́стная, или Эвкоммия ильмови́дная (лат. Eucommia ulmoides), произрастающая в Китае и культивируемая почти по всех странах Северного полушария с мягким субтропическим и умеренно тёплым климатом.
По окаменелостям описано ещё несколько видов эвкоммии:
- †Eucommia constans
- †Eucommia eocenica
- †Eucommia jeffersonensis
- †Eucommia montana — Эвкоммия горная
- †Eucommia rolandii